# Рункен, Давид
Давид Рункен (нем. David Ruhnken, 2 января 1723, Бедлин (ныне Быдлино близ Слупска) — 14 мая 1798, Лейден) — немецкий филолог, профессор красноречия, истории и древностей в Лейденском университете.

## Биография

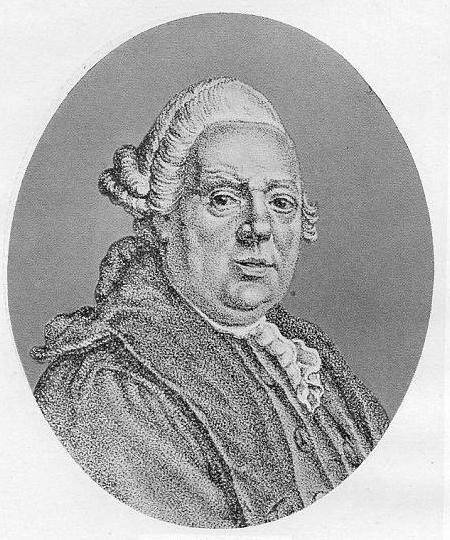
Давид Рункен

Давид Рункен провёл детство в родном городе, затем отправился в Кенигсберг в Collegium Fridericianum. Родители хотели, чтобы он посвятил жизнь церковной карьере, но Рункен вместо этого поступил в Виттенбергский университет, предпочтя религии науку. В университете он крепко сдружился с профессорами Иоганном Даниэлем Риттером и Иоганном Вильгельмом фон Бергером, которые очень помогли ему в изучении древней истории и латинского языка. Однако желание изучить древнегреческий язык, преподавание которого в Германии в этот период вызывало серьёзные нарекания, заставило Рункена в 1744 году перейти в Лейденский университет, где его наставником и многолетним другом стал Тибериус Гемстергейс. 
C 1757 года Рункен преподавал здесь же, в 1761 году получил должность профессора истории и красноречия, по существу представлявшую собой кафедру латинского языка. С 1785 года Рункен занимал важный и почётный пост главного библиотекаря Лейденского университета.
Биография Рункена была написана его преемником Даниэлем Виттенбахом.